# پاول (هشت‌پا)
پاولِ هشت‌پا (به آلمانی: Paul der Krake) (زادروز ۲۶ ژانویه ۲۰۰۸–مرگ ۲۶ اکتبر ۲۰۱۰) هشت‌پایی در آکواریوم حیات دریایی شهر اوبرهاوزن در آلمان بود که با پیش‌بینی درست بسیاری از مسابقات تیم ملی فوتبال آلمان به شهرت جهانی رسیده بود. این هشت‌پا در انگلیس به دنیا آمده بود، اما ساکن آلمان بود برخی پیش گوییهای وی را شانسی دانسته‌اند و عده‌ای هم آن را هدایت شده و از پیش برنامه‌ریزی شده می‌دانند. و گروهی علت آن را در طول موج رنگ‌های پرچم‌های کشور مختلف می‌دانند. حیات این هشت پا در آبان سال ۸۹ در حالی که ۲۲ ماه عمر داشت در آکواریوم شهر اوبرهاوزن به پایان رسید.

## پیشگوی فوتبال
بر اساس گفته‌های مقامات آکواریوم حیات دریایی، پل هشتاد درصد مسابقات تیم آلمان در جام ملت‌های ۲۰۰۸ را درست پیش‌بینی کرده‌است. اما در جام ملت‌های اروپا فقط بازی فینال را اشتباه پیشگویی کرده بود. این هشت‌پای نر همچنین هر ۷ بازی تیم ملی فوتبال آلمان در جام، و نیز بازی فینال جام جهانی فوتبال ۲۰۱۰ را به‌درستی پیش‌بینی کرد به‌طوری که بسیاری از مردم و رسانه‌ها پیش از هر بازی آلمان منتظر پیش‌بینی پل در مورد آن بازی می‌شدند. روش پیش‌بینی او به این صورت است که دو ظرف غذا برای او گذاشته می‌شود که بر یکی پرچم آلمان و بر دیگری پرچم حریف آلمان است. انتخاب ظرف غذا به معنای پیش‌بینی پیروزی همان تیم است.
در جریان بازی‌های جام جهانی ۲۰۱۰ بسیاری از شبکه‌ها از جمله زد دی اف، سی ان ان، فرانسه ۲۴ و بی‌بی‌سی برنامه‌های عادی خود را قطع و به پخش مستقیم پیش گویی این هشت پا اقدام می‌کردند. پس از پیش‌بینی درست باخت آرژانتین به آلمان، طرفداران آرژانتین تهدید به خوردن این هشت‌پا کردند. در بازی میان آلمان و اسپانیا، پل برد تیم اسپانیا را پیش‌بینی کرد و پس از برد واقعی این تیم، مردم آلمان خواستار سرخ کردن این هشت پا شدند، اما نخست‌وزیر اسپانیا اعلام کرد که اکیپی را برای حفاظت از پل به آلمان اعزام خواهد داشت. سرانجام او فینال بازی بین هلند و اسپانیا را درست پیشگویی کرد و اسپانیا قهرمان جام جهانی ۲۰۱۰ شد و پل هشت پای آلمانی به شهرت جهانی رسید زیرا ۱۰۰٪ پیشگویی‌هایش در جام جهانی ۲۰۱۰ درست بوده‌است. گذشته از آن پس از پیروزی اسپانیا در جام نوزدهم، مردم اسپانیا با تولید لباس‌هایی که نقش پل را داشتند، علاقه خود را به این هشتپای پیشگو، ابراز کردند. همچنین برخی از تاجران اسپانیایی برای خرید این هشت پا پیشنهاد سی هزار یورویی دادند.

## مرگ
پاول، در روز سه‌شنبه، ۲۶ اکتبر ۲۰۱۰ میلادی، در آکواریوم اوبرهاوزن درگذشت. مسئولان آکواریوم، در بیانیه‌ای گفتند این هشت پا در طول شب به آرامی و به علل طبیعی مرده‌است. آخرین پیش‌بینی پل این بود که انگلستان حق میزبانی جام جهانی ۲۰۱۸ را از آن خود خواهد کرد.